# Waldenburg (Württemberg)

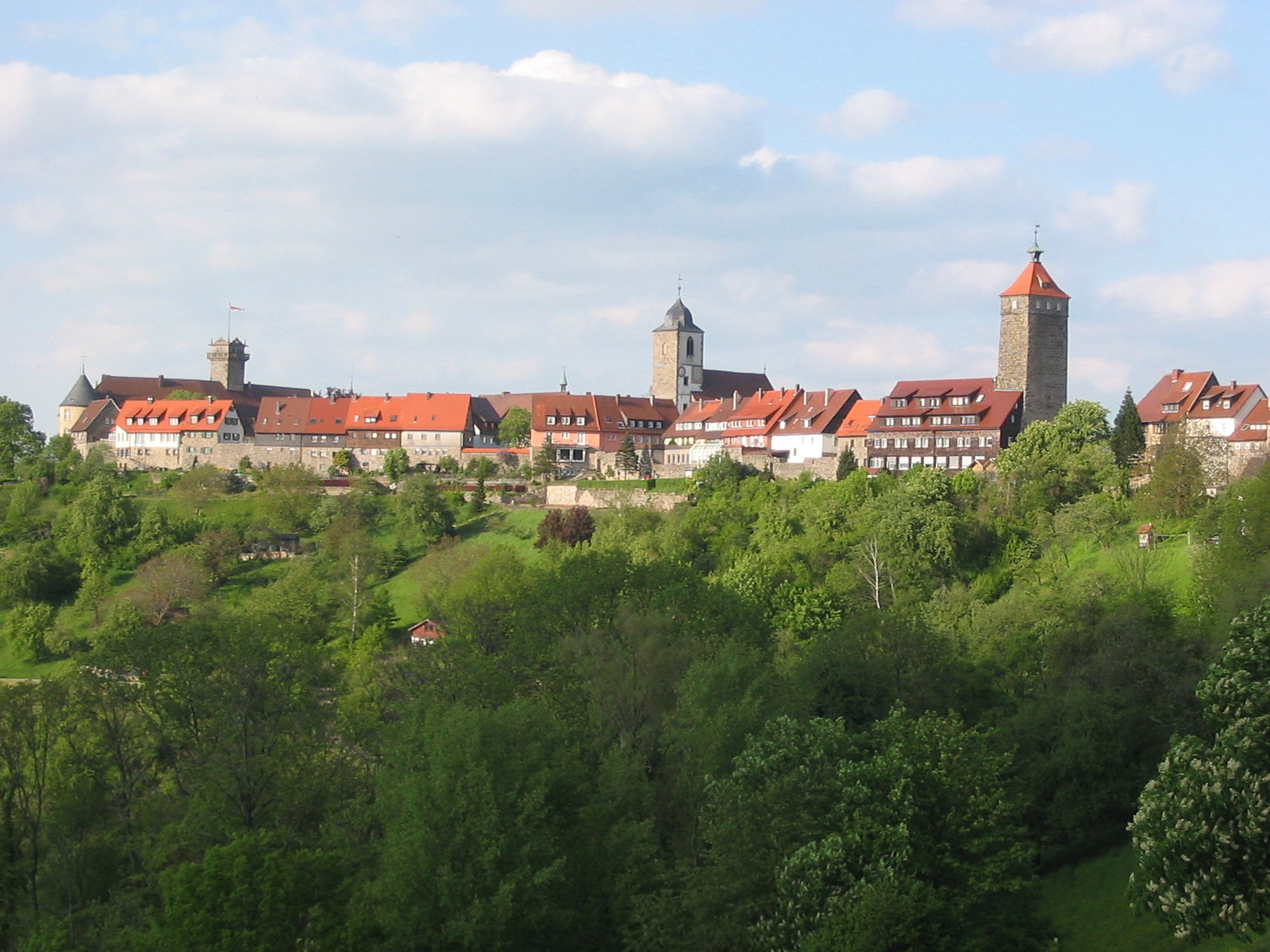
Blick auf den Ortskern von Waldenburg

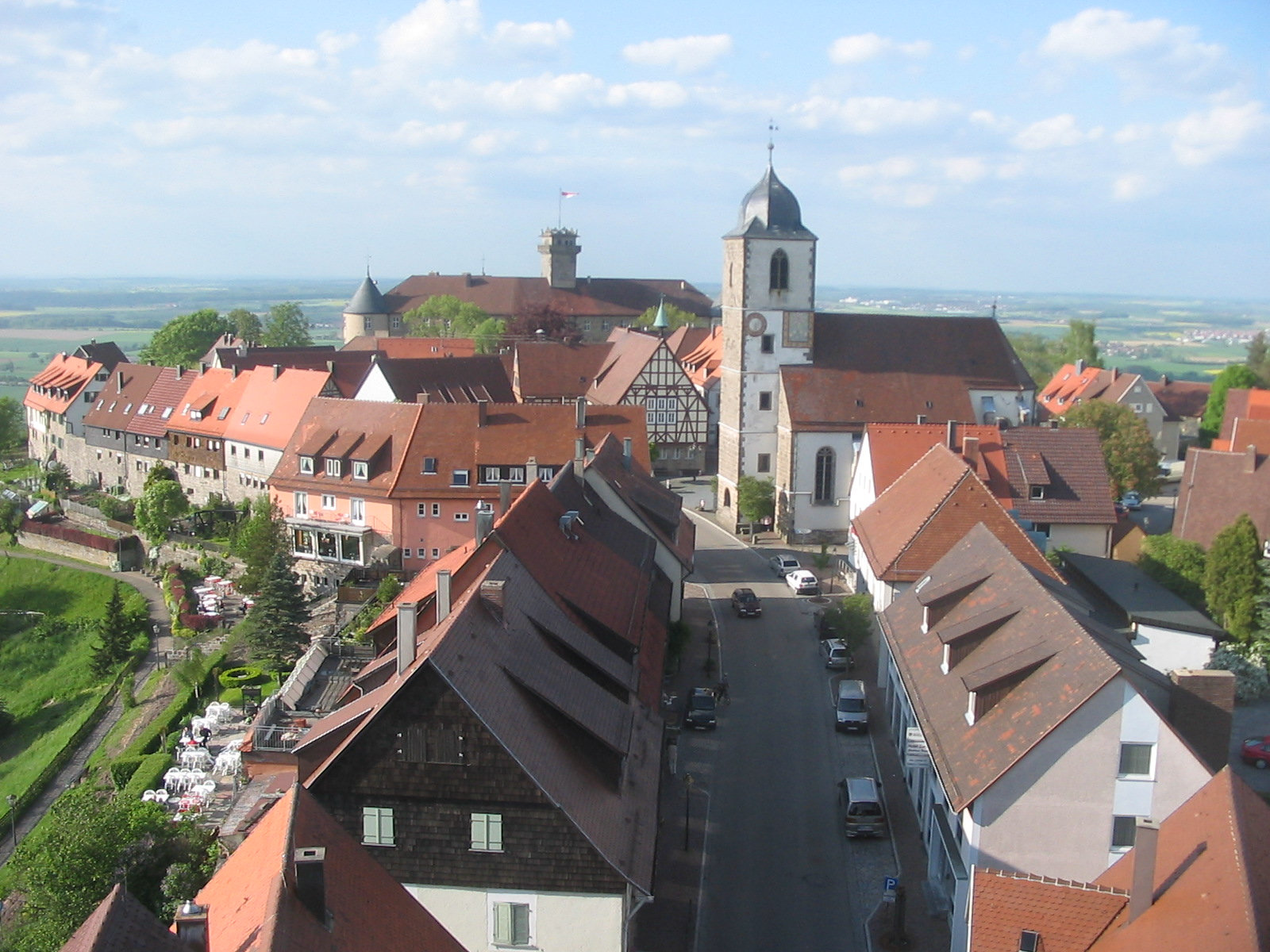
Blick auf den Ortskern vom Bergfried aus

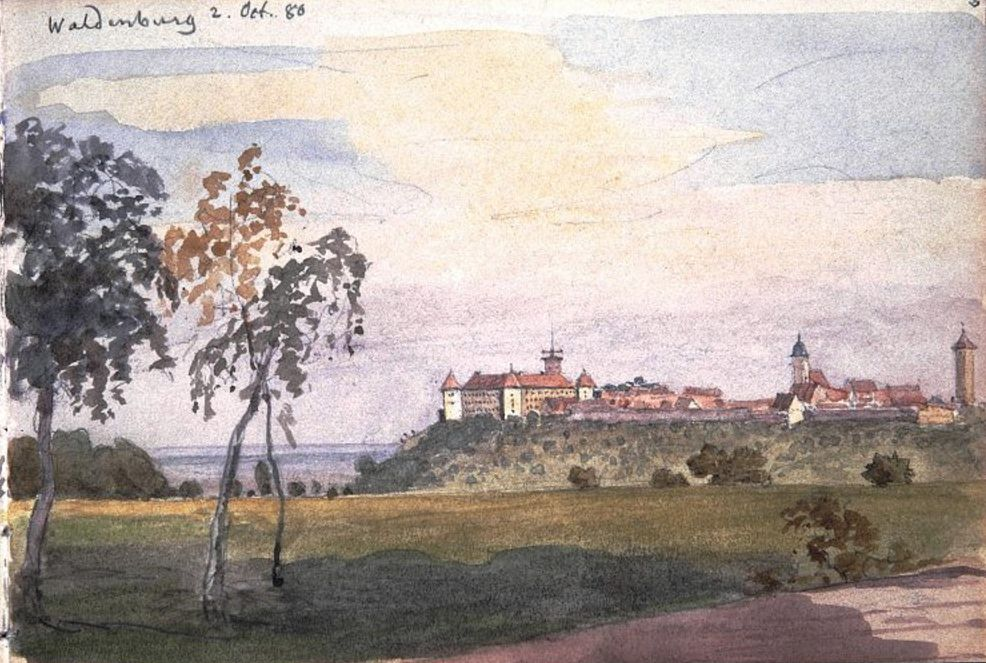
Waldenburg, Aquarell von General Eduard von Kallee, 1880

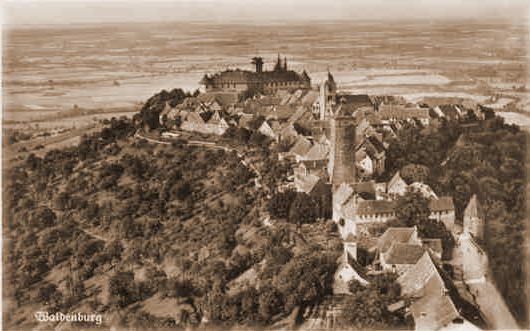
Waldenburg um 1930

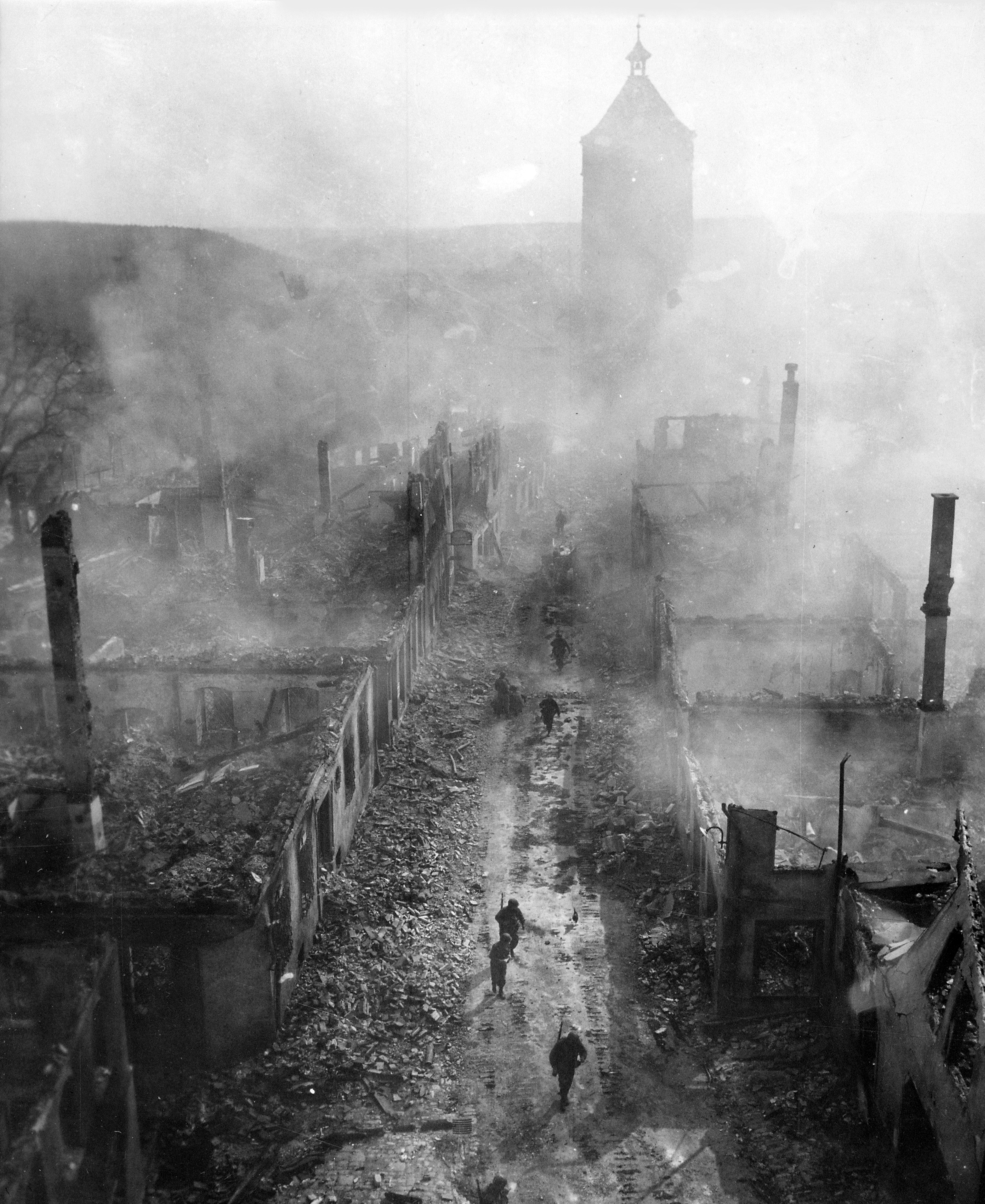
Waldenburg am 16. April 1945

Waldenburg ist eine Landstadt und ein Luftkurort im Hohenlohekreis im fränkisch geprägten Nordosten Baden-Württembergs nordwestlich der namensgebenden Kreisstadt Schwäbisch Hall des Nachbarlandkreises. Sie gehört zur Region Heilbronn-Franken (bis 20. Mai 2003 Region Franken).

## Geographie

### Geographische Lage

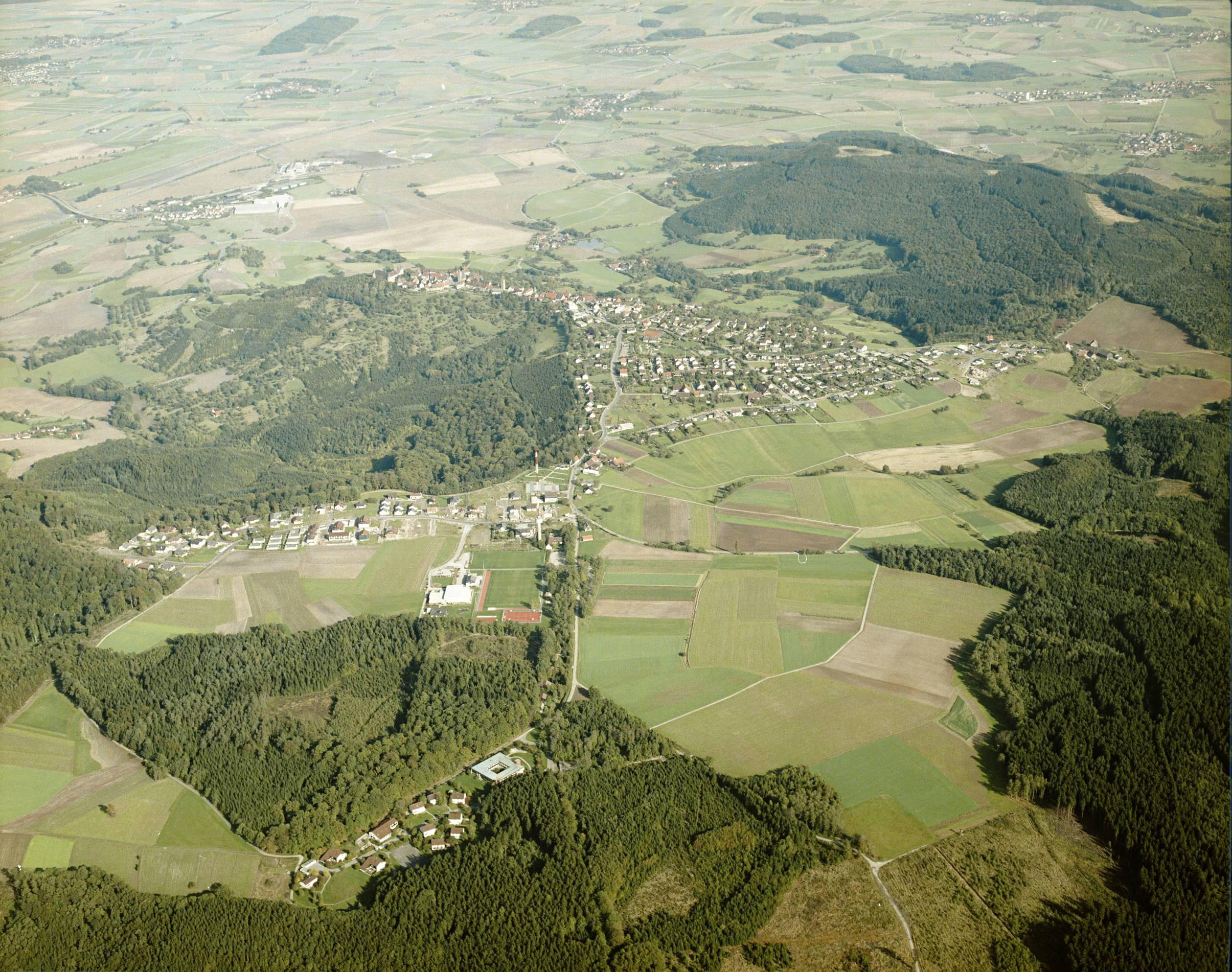
Waldenburg aus der Luft von Südwesten, 1983

Der Stadtkern liegt jeweils etwa 10 km östlich von Öhringen, südsüdwestlich von Künzelsau und nordwestlich von Schwäbisch Hall entfernt.
Über vier Fünftel des Stadtgebietes liegen in den Waldenburger Bergen, einem Unterraum des Naturraums der Schwäbisch-Fränkischen Waldberge. Auf einem schmalen Nordsporn der stark bewaldeten Hochfläche dieses Berglandes erstreckt sich der befestigte Stadtkern. Nördlich am Bergfuß schließen sich das übrige knappe, fast waldlose Fünftel des Stadtgebietes im Unterraum Öhringer Ebene des Nachbarnaturraums Hohenloher und Haller Ebene an.
Auf Waldenburger Stadtgrund liegen die beiden höchsten Erhebungen der Waldenburger Berge, der Nordostsporn Friedrichsberg (517,1 m ü. NHN) und der Ostsporn Mühlberg (523,7 m ü. NHN). Der mit etwa 330 m ü. NHN niedrigste Punkt liegt am Ausfluss des Epbachs. Dieser im Stadtgebiet zunächst nordwärts laufende Zufluss der Ohrn ist nach der weit südwärts zum Kocher fließenden Bibers das zweitgrößte Fließgewässer im Stadtgebiet, beide entstehen nahe beieinander südlich der Kernstadt an beiden Seiten des Traufs der Waldenburger Berge. Weitere, kleinere Bäche entwässern zu den tieferen Kocherzuflüssen Kupfer im Osten und Ohrn im Westen, die selbst ganz außerhalb verlaufen.

### Nachbargemeinden
Die Stadtgebiet von Waldenburg grenzt im Westen nur kurz an das Gemeindegebiet von Pfedelbach und etwas länger an das Stadtgebiet von Öhringen, im Nordwesten an das Stadtgebiet von Neuenstein, im Nordosten und Osten an das Gemeindegebiet von Kupferzell, die alle ebenfalls zum Hohenlohekreis gehören, im Ostsüdosten an das Stadtgebiet von Schwäbisch Hall sowie im Südosten, Süden und Südwesten an das Gemeindegebiet von Michelfeld, beide im Landkreis Schwäbisch Hall.

### Stadtgliederung
Waldenburg besteht aus Waldenburg selbst und dem anderen Ortsteil Obersteinbach (173 Einwohner Stand 31. März 2006).
| Wappen Obersteinbach | Zu Obersteinbach gehören das Dorf Obersteinbach, der Weiler Sailach (222 Einwohner) und der Wohnplatz Hinterziegelhalden. |
| Wappen Waldenburg    | Zu Waldenburg gehören die Stadt Waldenburg, die Weiler Goldbach, Großlindig, Hohenau, Kleinlindig, Obermühle, Tommelhardt, Untermühle und Ziegelhütte, die herzogliche Domäne Hohebuch, die Höfe Laurach und Rebbigshof (teilweise auch zu Neuenstein) und die Wohnplätze Bahnhof Waldenburg, Buchhaus, Fischhaus, Kelterrain, Neumühle und Streithof. Abgegangen ist der Wohnplatz Fasanenmühle. |

### Flächenaufteilung
Nach Daten des Statistischen Landesamtes, Stand 2014.

## Geschichte

### Vom 13. bis zum 20. Jahrhundert
Waldenburg wurde erstmals 1253 urkundlich erwähnt und 1330 als Stadt bezeichnet. Mit der hohenlohischen Landesteilung 1553 wurde Waldenburg Residenz der Grafen und späteren Fürsten von Hohenlohe-Waldenburg. Pest und Kriegswirren dezimierten die Bevölkerung im Dreißigjährigen Krieg deutlich. Die Stadt lag als Teil Hohenlohes im Fränkischen Reichskreis. Als Folge der Rheinbundakte fiel die Stadt 1806 an das Königreich Württemberg. Zunächst dem Oberamt Neuenstein zugeordnet, war Waldenburg ab 1809 bei der nunmehr als Oberamt Öhringen bezeichneten Verwaltungseinheit. Am 4. August 1862 erhielt Waldenburg mit der Eröffnung der Strecke von Heilbronn nach Hall Anschluss an das Schienennetz der Württembergischen Eisenbahn. 1938 kam Waldenburg zum Landkreis Öhringen und wurde mit diesem 1945 Bestandteil des Landes Württemberg-Baden.
In den letzten Kriegstagen im April 1945 wurde Waldenburg, das ursprünglich gar nicht verteidigt werden sollte, von einer einrückenden deutschen Einheit zur „Festung“ erklärt und infolgedessen von amerikanischen Artillerieeinheiten beinahe gänzlich zerstört. Waldenburg wurde daraufhin unter Berücksichtigung moderner Aspekte wieder im historischen Stil aufgebaut.
Seit 1952 ist Waldenburg Teil des Bundeslandes Baden-Württemberg. 1957 gründete Margarete Gutöhrlein in Waldenburg das erste Albert-Schweitzer-Kinderdorf.
Am 1. Januar 1971 wurde Obersteinbach eingemeindet.

### Waldenburger Fastnacht
Die Fastnachtsnacht vom 7. Februar 1570 wurde zu einem europäischen Medienereignis mit großer literarischer Wirkungsgeschichte und machte Waldenburg weltberühmt: Graf Eberhard von Hohenlohe lud zum Tanz auf Schloss Waldenburg ein. Die Männer sollten sich als Teufel, die Frauen als Engel verkleiden. Die papierenen Kleider der Gäste fingen Feuer. Der Gastgeber und sein Schwager Graf Georg von Tübingen-Lichteck erlagen ihren Verletzungen. Auf Flugblättern verbreitete sich das Ereignis. Noch in Goethes Faust II und bei Edgar Allan Poe sind Grundzüge der Geschichte zu finden.

### Religionen
In Waldenburg bestehen evangelische, katholische und neuapostolische Kirchengemeinden.
Die Evangelische Stadtkirche St. Aegidien stammt aus dem 16. Jahrhundert.
Die katholische Kirchengemeinde „Mariä Unbefleckte Empfängnis“ bildet zusammen mit den Kirchengemeinden „St. Petrus und Paulus“ von Pfedelbach und „St. Stephan“ in Bretzfeld eine Seelsorgeeinheit. Die Gottesdienste finden in der Schlosskirche von Schloss Waldenburg statt.
Eine neuapostolische Kirche befindet sich seit 1956 im Teilort Sailach.

### Einwohnerentwicklung
- 1648: 0640 Einwohner
- 1961: 1823 Einwohner, davon 334 in Obersteinbach
- 1970: 2204 Einwohner, davon 351 in Obersteinbach
- 1991: 2977 Einwohner
- 1995: 3062 Einwohner
- 2000: 3079 Einwohner
- 2005: 3083 Einwohner
- 2010: 3008 Einwohner
- 2015: 3046 Einwohner

## Politik

### Gemeinderat
In Waldenburg wird der Gemeinderat nach dem Verfahren der unechten Teilortswahl gewählt. Dabei kann sich die Zahl der Gemeinderäte durch Überhangmandate verändern. Der Gemeinderat in Waldenburg hat nach der letzten Wahl 14 Mitglieder, er besteht aus den gewählten ehrenamtlichen Gemeinderäten und dem Bürgermeister als Vorsitzendem. Der Bürgermeister ist im Gemeinderat stimmberechtigt. 
Die Kommunalwahl am 9. Juni 2024 führte zu folgendem Endergebnis. Die Wahlbeteiligung betrug 60,88 %.
| Liste / Partei                      | Stimmen | Sitze |         | 2019 |
| Bürgervereinigung Waldenburg        | 63,30 % | 9     | 9 Sitze |      |
| Freie Wählergemeinschaft Waldenburg | 36,70 % | 5     | 5 Sitze |      |

### Bürgermeister
- Friedrich Ebel (Juni–November 1945)
- Franz Gehweiler (November 1945–März 1978)
- Gerhard Lauth (März 1978–August 1990)
- Roland Weinschenk (Dezember 1990–April 2004)
- Markus Knobel (Juli 2004 – November 2020)
- Bernd Herzog (seit November 2020)

### Wappen und Flagge
Die Blasonierung des Waldenburger Wappens lautet: In geteiltem Schild oben in Gold auf grünem Boden drei grüne Tannen, unten in Silber ein schreitender, rot bewehrter hersehender schwarzer Löwe (Leopard) mit untergeschlagenem Schweif. Die Flagge der Stadt ist Rot-Weiß.
Das in den Siegeln Waldenburgs seit dem 16. Jahrhundert nachweisbare Wappen greift in der oberen Hälfte den Stadtnamen auf und zeigt in der unteren Hälfte mit dem Leoparden das hohenlohische Wappentier. Die Stadtfarben sind die hohenlohischen Hausfarben.

### Partnerschaften
Waldenburg hat seit 1970 eine Partnerschaft mit Sierck-les-Bains im Département Moselle, Frankreich. Außerdem bestehen freundschaftliche Beziehungen mit den gleichnamigen Gemeinden Waldenburg in Sachsen und Waldenburg in der Schweiz.

## Wirtschaft und Infrastruktur

### Verkehr
Waldenburg liegt an der Bundesautobahn 6 und der Bundesstraße 19.
Der Bahnhof Waldenburg (Württ) befindet sich im Gebiet des HNV und liegt an der Bahnstrecke Heilbronn–Crailsheim. Alle zwei Stunden verkehrt ein Regionalexpress Heilbronn–Crailsheim, in den Stunden dazwischen die Regionalbahn Öhringen–Schwäbisch Hall-Hessental.
Durch Alltagsrouten aus dem Radnetz Baden-Württemberg ist das untere Stadtgebiet von Waldenburg (Gewerbepark Hohenlohe) 
- über Neuenstein mit Öhringen,
- über Kupferzell mit Künzelsau und
- über die Kupferzeller Ortsteile Westernach und Neu-Kupfer und über Untermünkheim mit Schwäbisch Hall verbunden.

### Ansässige Unternehmen
Der Gewerbepark Hohenlohe ist ein Zweckverband der Kommunen Waldenburg, Kupferzell und Künzelsau und hat eine Fläche von 230 ha, wovon 135 ha erschlossen sind. Er befindet sich am Fuß der Waldenburger Berge in unmittelbarer Nähe des Waldenburger Bahnhofs, der Bundesautobahn 6 und der Bundesstraße 19.
Im Gewerbegebiet haben unter anderem die folgenden Unternehmen ihren Sitz oder eine Produktionsstätte:
- R. Stahl
- Ziehl-Abegg
- SWG (Schraubenwerk Gaisbach) der Würth-Gruppe
- Lidl
- Wolff & Müller
- Würth Elektronik eiSos, Teil der Würth Elektronik Unternehmensgruppe
- GEMÜ
- ATC Waldenburg GmbH (ehem. Mack GmbH)

### Soziale Einrichtungen
- Albert-Schweitzer-Kinderdorf Waldenburg

## Kultur und Sehenswürdigkeiten

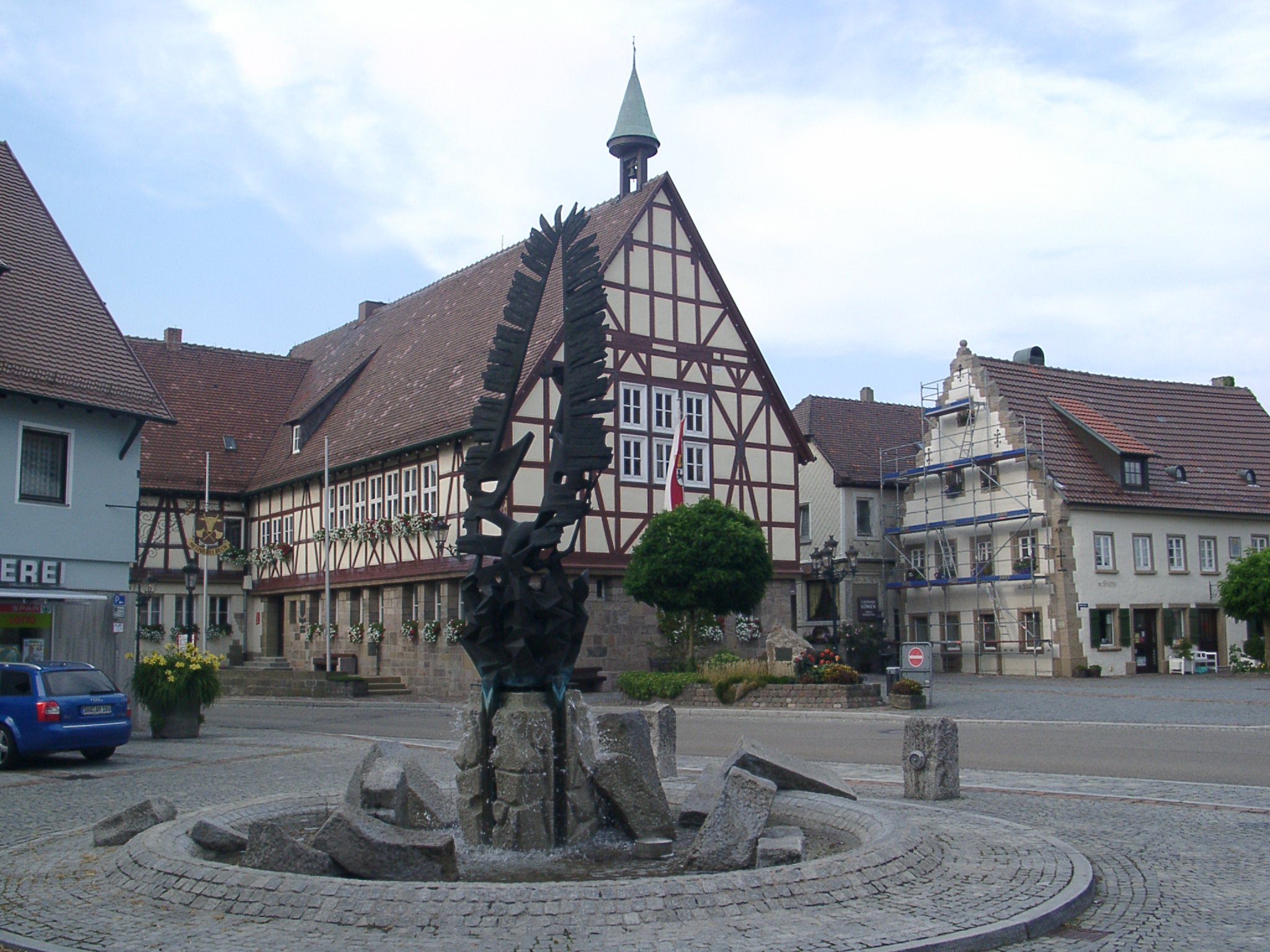
Rathaus
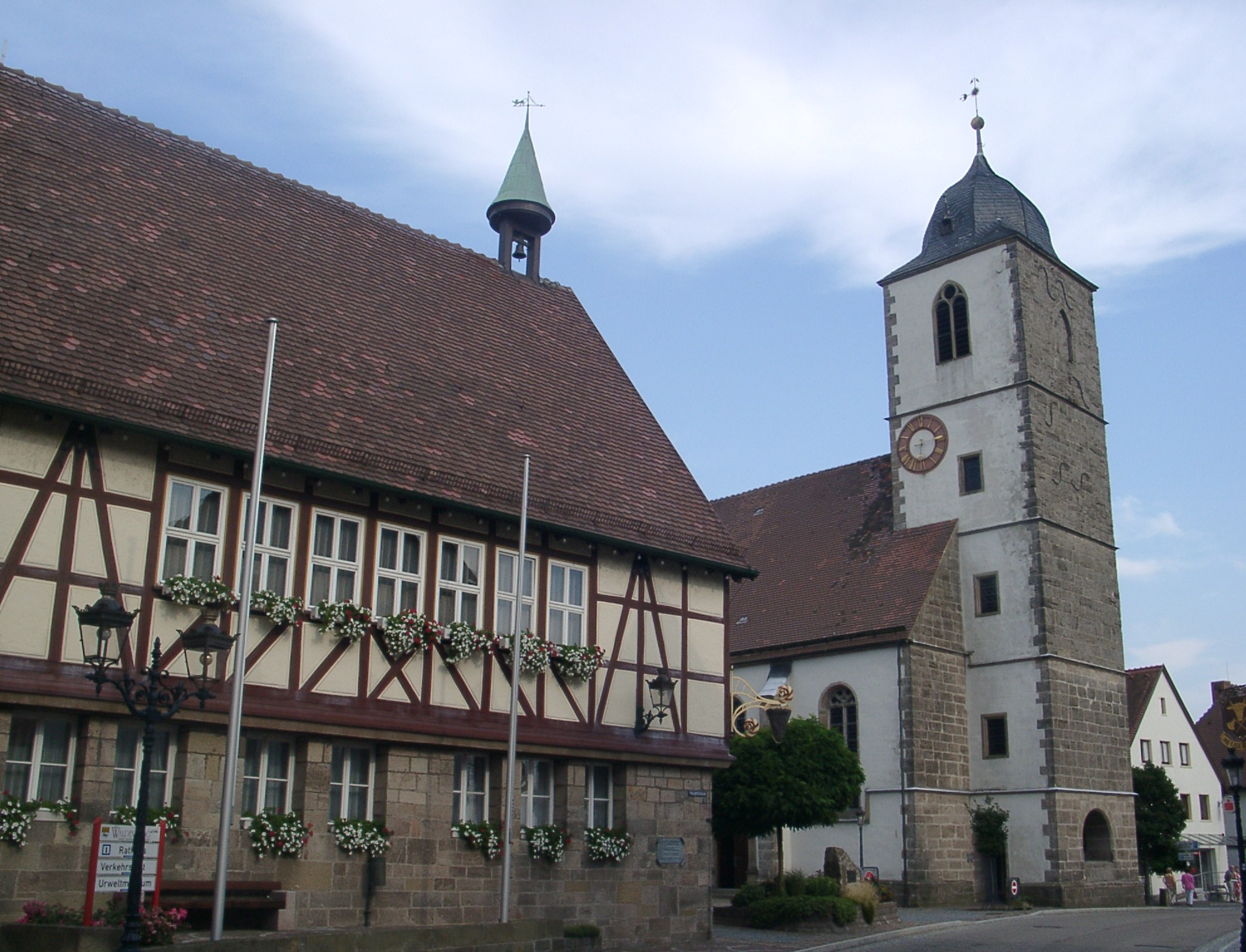
Ev. Stadtkirche
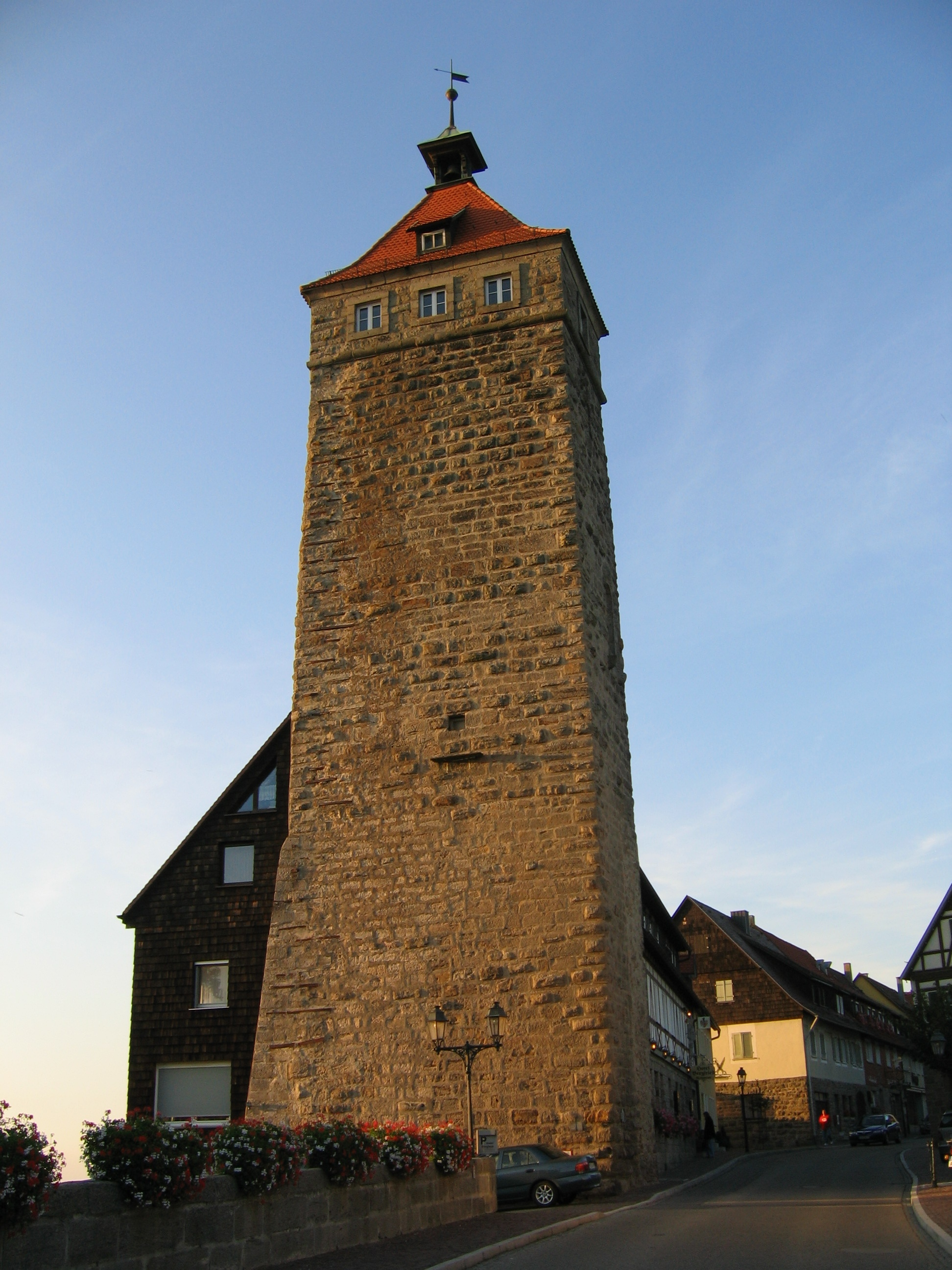
Lachnersturm
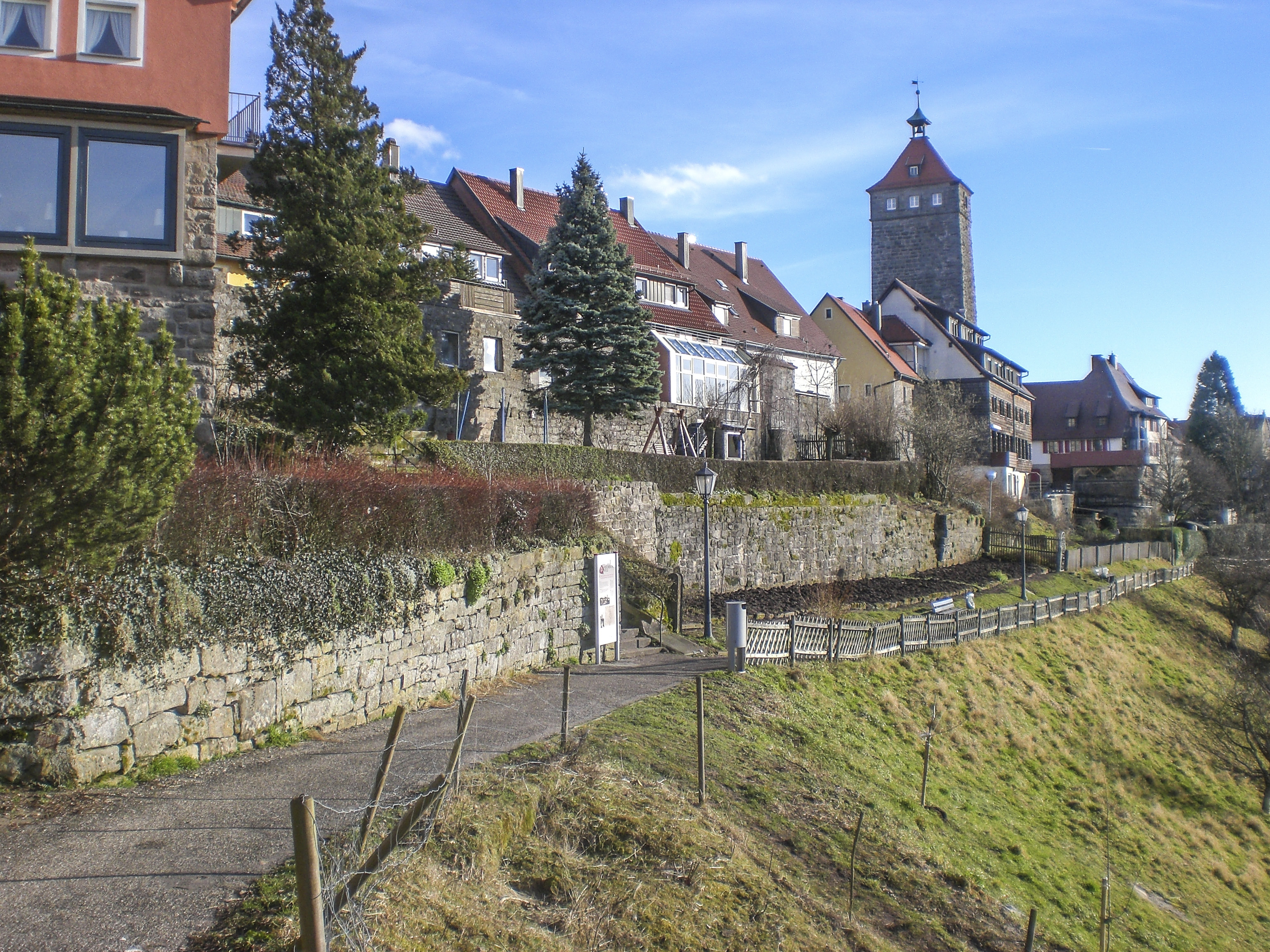
Panorama
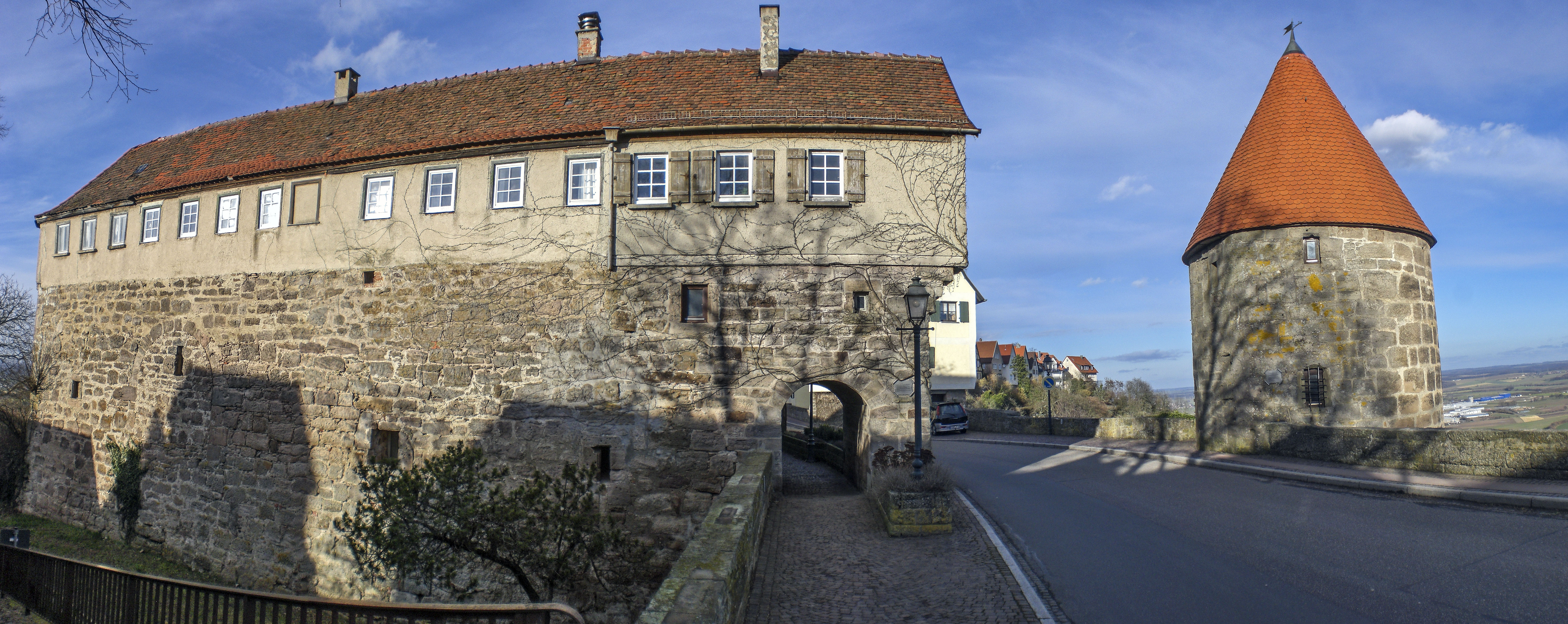
Ortseingang

### Museen
- Seit 1971 beherbergt das Schloss ein Museum mit Sammlungen von Siegeln seit dem frühen Mittelalter.[14]
- Ein 1978 anlässlich von Saurierfunden beim Bau der A 6 im Rathaus eingerichtetes Urweltmuseum ist Stand 2016 geschlossen und soll in anderer Form wieder eröffnet werden.[15]

### Bauwerke
- Schloss Waldenburg
- Evangelische Stadtkirche St. Aegidien (erbaut 1594)
- Lachnersturm (33 m hoher Bergfried),[16] der mit seiner Türmerstube als Aussichtsturm dient.
- Reste des Klosters Goldbach am Siedlungsplatz Goldbach
- Östlich von Waldenburg betreibt der Südwestrundfunk mit dem 150 m hohen Sendeturm Waldenburg-Friedrichsberg seit 2008 einen Grundnetzsender für Radio und Fernsehen. Bis 2009 war im Ort der Fernsehturm Waldenburg in Betrieb, der nach der Außerbetriebnahme zum Wasserturm zurückgebaut wurde.

### Natur

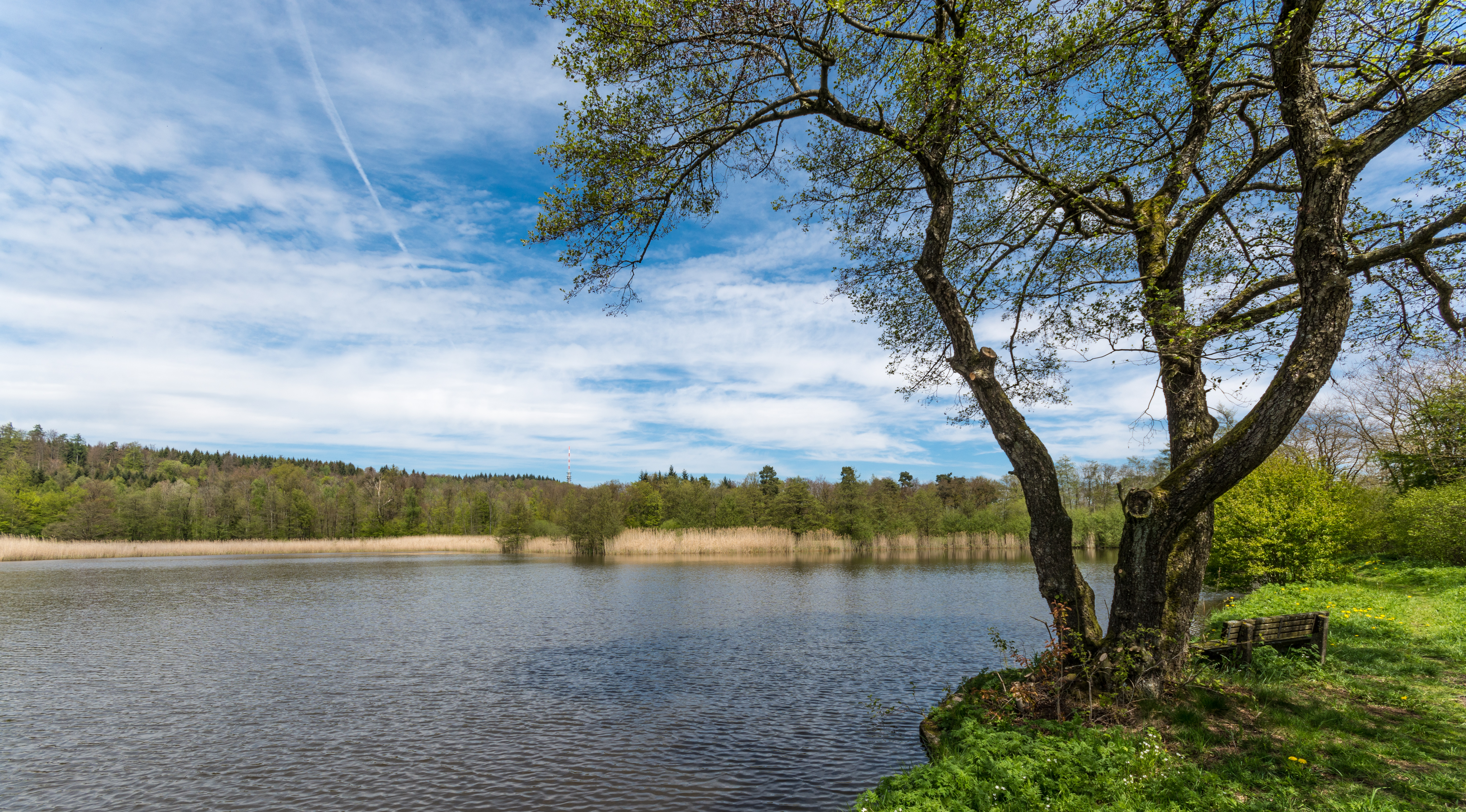
Der Rößlesmahdsee

- Nahe beim Siedlungsplatz Goldbach liegen die Naturschutzgebiete Rößlesmahdsee mit Pfaffenklinge und  der Goldbachsee.[17]
- Zwischen Obersteinbach und dem Weiler Tommelhardt liegen die Naturschutzgebiete Obere Weide und Entlesboden, die die naturnahe Vegetation alter Hutewälder zeigen.[17]

### Freizeit
- Bewegungsgarten des Albert-Schweitzer-Kinderdorfes.

## Persönlichkeiten
- Georg Friedrich I. von Hohenlohe (1562–1600), Graf zu Hohenlohe-Waldenburg
- Georg Friedrich II. von Hohenlohe-Waldenburg-Schillingsfürst (1595–1635), Graf zu Hohenlohe-Waldenburg
- Georg Wolfgang Druckenmüller (1628–1675), Organist und Komponist
- Rosinus Lentilius (1657–1733), Leibarzt des Herzogs Eberhard Ludwig in Stuttgart und Mitglied der Gelehrtenakademie „Leopoldina“
- Karl von Raiffeisen (1820–1888), evangelischer Theologe, Generalsuperintendent von Heilbronn
- Wilhelm Ekert (1874–1929), württembergischer Oberamtmann
- Franz Engelhardt (1879–1944), Politiker
- Hans Hege (1885–1983), Pächter Domäne Hohebuch, Pflanzenzüchter und Landtagsmitglied Baden-Württemberg
- Otto Borst (1924–2001), Historiker
- Hans-Ulrich Hege (1928–2021), Diplomlandwirt, Pflanzenzüchter, Maschinenbauer und Pächter in Hohebuch